# Жуніор Діна Ебімбе
Нрік Жуніор Діна Ебімбе (фр. Éric Junior Dina Ebimbe, нар. 21 листопада 2000, Стен, Франція) — французький футболіст камерунського походження, центральний півзахисник німецького клубу «Айнтрахта» (Франкфурт-на-Майні).

## Ігрова кар'єра

### Клубна
Жуніор Діна Ебімбе є вихованцем футбольної академії клубу «Парі Сен-Жермен». У липні 2018 року він підписав з клубом професійний контракт. Наступний сезон Ебімбе провів у другій команді ПСЖ у Національному дивізіоні 2.
Перед сезоном 2019/20 Ебімбе був відправлений в оренду у клуб Ліги 2 «Гавр». 26 липня у матчі проти «Аяччо» Ебімбе зіграв свій перший матч на професійному рівні. Сезон 2020/21 Ебімбе також провів в оренді. Тепер його клубом став клуб Ліги 1 «Діжон».
Через рік футболіст повернувся до складу ПСЖ і 7 серпня в матчі проти «Труа» Ебімбе дебютував у складі столичного клубу і виграв чемпіонат Франції.
За сезон Ебімбе провів за ПСЖ лише десять матчів і перед сезоном 2022/23 його знову відправили в оренду — у клуб німецької Бундесліги «Айнтрахт» з Франкфурта. Після сезону, проведеного в клубі, влітку 2023 року футболіст підписав з німецьким клубом контракт на постійній основі до літа 2027 року.

### Збірна
У 2020 році Ерік Ебімба зіграв одну гру у складі молодіжної збірної Франції.

## Титули
Парі Сен-Жермен
 Чемпіон Франції: 2021/22